# Разбавление
Разбавле́ние — уменьшение концентрации химического вещества в растворе добавлением растворителя или смешиванием с менее концентрированным раствором. При разбавлении сохраняется количество растворенного вещества.

## Расчет растворов
Для приготовления растворов определенной концентрации следует тщательно рассчитывать массы и объемы смешиваемых растворов, исходя из сохранения количества растворенного вещества при разбавлении:
{\displaystyle \omega _{1}\cdot m_{1}=\omega _{2}\cdot m_{2},} либо
{\displaystyle v_{1}\cdot V_{1}=v_{2}\cdot V_{2},}
где {\displaystyle \omega _{i}}, {\displaystyle v_{i}} означают массовые или объёмные доли, а {\displaystyle m_{i}} и {\displaystyle V_{i}} означают массу или объем раствора до ({\displaystyle i=1}) и после ({\displaystyle i=2}) разбавления растворителем. При смешивании некоторых веществ (например, этанола и воды) суммарный объем смеси отличается от суммы объемов составляющих.

### Пример
Запись концентраций {\displaystyle \omega _{i}} по «правилу креста»  показывает, сколько массовых или объемных частей компонентов {\displaystyle m_{i}} нужно для раствора {\displaystyle \omega } и массой {\displaystyle m}.
Друг над другом пишутся процентные концентрации (массовые или объемные) соответственно разбавляемого раствора и разбавителя (для чистого растворителя пишется 0 %). Справа посередине пишется желаемая концентрация (её значение должно быть между концентрациями разбавляемого раствора и разбавителя). Далее производится вычитание по диагоналям от большего значения меньшего и полученные разности записываются напротив исходных растворов. Полученные цифры являются массами (если были взяты массовые проценты) или объемами (если были взяты объемные проценты) соответствующих растворов, которые необходимо взять для приготовления раствора, с концентрацией записанной в середине. Затем полученные значения приводят к необходимым массам или объемам по условиям задания (для перевода массовых единиц в объемы может понадобится знать плотность растворов).
{\displaystyle \left.{\begin{array}{ccccccc}\omega _{1}&&&&\left(\omega _{2}-\omega \right)\\&\searrow &&\nearrow \\&&\omega \\&\nearrow &&\searrow \\\omega _{2}&&&&\left(\omega -\omega _{1}\right)\end{array}}\right\}{\begin{array}{ccc}&\rightarrow &m_{1}=m\cdot {\frac {\omega _{2}-\omega }{\omega _{2}-\omega _{1}}}\\&&\\\left(\omega _{2}-\omega _{1}\right)&&\\&&\\&\rightarrow &m_{2}=m\cdot {\frac {\omega -\omega _{1}}{\omega _{2}-\omega _{1}}}\end{array}}}
Действительно, чтобы из 50%-го раствора (по массовой концентрации) и воды (0 %) получить 18%-й раствор, следует взять {\displaystyle (18-0)=18} массовых частей раствора и {\displaystyle (50-18)=32} массовых частей воды.

## Техника разбавления
При приготовлении растворов кислот требуется соблюдать правила техники безопасности: использовать очки, перчатки и фартуки. Во избежание резкой экзотермической реакции следует постепенно добавлять кислоту в воду.